# Henri Edebau
Pour les articles homonymes, voir Edebau.
Henri Edebau, né le 25 janvier 1886 à Lichtervelde et mort le 20 janvier 1964 à Ostende, est un homme politique belge socialiste, membre du BSP.

## Biographie
Edebau travailla pour les chemins de fer (1904-1936).
Il est élu conseiller communal de Ostende (1933-35) et en devient échevin (1935-1953; 1959-mort), conseiller provincial de la province de Flandre-Occidentale (1940-1954), sénateur de Furnes-Dixmude-Ostende de 1954 à 1958.

## Distinctions
- chevalier de l'ordre de la Couronne (1950)
- chevalier de l'ordre de Léopold II à épées (1946)
- Palme d'Or de l'ordre de la Couronne (1947)
- Médaille militaire 2e classe (1919)
- Croix de guerre avec palmes (1921)
- Croix de l'Yser (1934)
- Médaille de l'Yser (1920)
- Croix-de-feu
- Médaille de la Victoire 1914-1918 (1919)
- Médaille commémorative 1914-1918 (1921)
- Croix de Prisonnier politique 1940-1945 (1949)
- Croix civique 1re classe (1947)
- Médaille du Centenaire (1931)
- Médaille commémorative du Règne de Léopold II
- Chevalier de l'ordre de Léopold à épées (1953)
- Médaille commémorative du règne d'Albert I (1963)

## Généalogie
- Il est fils de Camillus et Eugenia Boudt.
- Il épouse en premières noces Augusta Poppe.
- Il épouse Margareta Schees en 1937.
- Il eut deux enfants : Frank et Magdalena.

## Sources
- Bio sur site Ostende